# 久六島
久六島（きゅうろくじま、きゅうろくしま）は、青森県西方の日本海上にある島。3つの岩礁からなる無人島で、行政上は西津軽郡深浦町に属する。
周辺海域は日本海屈指の好漁場として知られる。このため、明治時代より所属と漁業権をめぐって青森県と秋田県が争い、どこの県にも属さない状況が続いた。1953年に青森県に編入されるとともに、秋田県に入会漁業権が認められることで係争は決着した。係争解決の過程で、地方自治法の一部改正や、この海域での漁業法の特例法制定といった立法措置が取られた。

## 地理
青森県深浦町艫作（舮作）より西方約30キロメートル沖の日本海上にあり、「上の島」（かみのしま）、「下の島」（しものしま）、「ジブの島」の三つの岩礁からなる無人島である。舮作漁港あるいは能代港から船で約1時間かけて到達することができる。
このうち最も大きな島は「上の島」で、東西40m、南北15m、高さ5m。「上の島」の北東に「下の島」、「上の島」の南東250ｍに「ジブの島」がある。「上の島」に1959年（昭和34年）10月20日に運用を開始した久六島灯台がある。「久六島」は3つの岩礁の総称であるが、灯台のある「上の島」を「久六島」と呼称することもある。「上の島」に一等三角点「上の島」が設置されているほか、「下の島」にも三等三角点「下の島」が置かれている。このほか、浅瀬には干潮時に露出する岩礁がある。
「下の島」周辺には3つの岩礁があり、高さ約3mの岩礁が下の島である。その南東と北東に高さがその半分程度の岩礁がある。「下の島」とその南東の島はさしわたし10mほどで、北東の島は長さ15m、幅3mで南西～南東に細長い。「ジブの島」は「洗岩」とも言われ、高さが1mに満たない岩で、特に日本海中部地震以降は、波に見え隠れている。
久六島は「3つの島からなる」と表現されることが少なくないが、「ジブの島」と「下の島」の南東の島との混同が見られる。「ジブの島」を「下の島と同大である」や「下の島よりやや大である」「ほぼ同じ大きさである」などの表現がみられる。漁業関係者がジブと呼んでいる島は、久六島の南東約300m離れた島である。
久六島は南北に伸びる背斜（奥尻海嶺）上に形成された海底火山の頂部が海面に出たもので、その頂部は海食により平坦化されている。周辺の海底地形は、かつての山体崩壊によって形成されたとみられる幅約17 kmの西開きの馬蹄形カルデラが火山体を取り囲んでおり、島の西方約50kmにわたって高さ100-200 m, 幅1 km程度の流れ山が点在している。火山体には崩壊の跡が認められないことから、久六島は古い火山体が崩壊した後に活動した新しい火山によって形成されたとみられている。
久六島の高度に言及した歴史的史料は多い。まとめると1894年には約5.7m、1934年には約5.4m、1964年～1982年には平均約5.3mであった。更に、1983年の日本海中部地震の際に約0.3～0.4m沈降した。このように島は日本海中部地震に先立つ90年の間に、島は少しずつ沈降していった。これに対し、島には高度約3mと1～1.5mのところに過去の海食棚と思われる平面台が発達していて、海水準の変化を考慮すると過去数1000年間を通じた島の合計の沈下量は小さいかあるいは、数1000年を通じれば島は隆起していると考えた方がよいかもしれない。

## 歴史

### 地名の由来
地名は、この島を発見した発見者の名にちなむとも、この島で遭難してのちに救助された漁師の名にちなむともいう。発見者の名は大屋久六とされるが、この人物や発見の時期についても諸説ある。

### 近代以前
一説には、天正年間（1573年 - 1592年）に「久六」こと大屋重左衛門（おおや しげざえもん）によって発見されたという。大屋重左衛門は七戸生まれの武士で、森山（現在の深浦町森山）に領地を持っていた小野茶右衛門に仕え、水軍の中心になっていた人物という。彼は船に乗るときには「久六」と呼ばれていたという。
一方、深浦町松神地区に元禄から続く旧家（庄屋）・大屋家には、2代目当主（1714年没、七戸久六と称した）と6代目当主（天明6年（1786年）没）に「久六」がおり、久六島に関する絵図を伝来している。この大屋家は初代より津軽藩の水先案内人として、松前から新潟にかけて交易に従事していたという。同家14代目当主大屋重兵衛は、「久六島」の発見は2代目七戸久六の時期ではないかとしている。
また、この大屋家の6代目大屋久六が島を発見して岩礁に「久六」と名を刻んだともいう話も伝わっている。18世紀の航海図には「長ろ（ちょうろ）」の名で載せるものがある。
1700年台以降になると、全国の航路の概要を示した木版刷りの案内書が大坂や江戸で発行され、航海関係者の間に普及した。これらの中で、久六島は「長ろ」や「ちょうろ」として紹介されていた。1767年の「北海湊方角之図」では「長ろ」という島の記載がある。明治6年以降に版を重ねた「新増・大日本航路細見記」では航路では「ちょうろ」と記載しているが、「海上乗分け」に該当する部分では「長路」と表記され「ながじ」とふりがなを振られている。年台は不明だが、福井県加賀市の四方（よも）政男家には航路を直線で示した略図が伝わっていて、そこでは久六島に該当する部分には「長六」と記載されている。
久六島の存在が広く知られるようになったのは、イギリスの調査船ビタン号ならびに、サラセン号の1855年の調査以降である。このとき、久六島は Bittern Rocks と名称で呼ばれた。この資料は、日本では勝海舟によって1867年により訳され、「大日本国沿海略図」として印刷された。そこでは、「鵁鵲岩（こうしゃくがん）18フィート」と記されている。

### 近代以後
1886年日本の水路部は「寰瀛（かんえい）水路誌・第1巻下」を発行し、久六島は Bittern Rocks ではなく「久六礁島」としてイギリスの資料を翻訳して記載している。このことから、既に地元では久六島の名が定着していたことが分かる。
明治時代、この小岩礁は「磁石石」と言われ、久六島に漁に行って無事に帰った船は少ないと伝えられていた。島を発見した九六がこの島に漁に出かけようとして遭難したという伝説があり、西津軽郡の人々で探検を企てようとする人はいなかったという。ただ、男鹿半島の漁民は、時々偶然に風の都合で久六島に流され、そこでたまたま多くの漁獲を得る程度であった。

### 漁業開発と係争の始まり
久六島の状況についての農商務省の安岡百樹の報告に、技手の山本由方が関心を持った。1887年（明治20年）、山本は深浦港に巡回したが、時期的に海が荒れており久六島への渡航は不可能であるといわれ帰京した。
1890年（明治23年）、福島県出身で能代で水産業を営んでいた新妻助左衛門は、久六島探検を決意した。新妻は、千葉県安房郡から招いた潜水夫と機械運転手など、新しい漁具と漁夫を率いていた。7月22日能代を出航した新妻は、23日西風に流されて艫作に上陸、そこで新妻は久六島の伝説と方向や位置を漁民から聞き、午後6時に艫作を再出航して久六島に到着し、27日にわたって大いに漁獲を得た。新妻は午後6時に能代に向けて出航したものの、風に流されて深浦村に上陸、旅館嶋川で久六島の魚影の豊富さと、新漁法と新漁具を村人に話した。漁具は千葉県安房郡より潜水夫と機械運転手を取り寄せたものである。以後、深浦の村人たちも古い認識を改めるようになった。以後、秋田や青森の漁民が久六島を訪れるようになった。
1890年（明治23年）8月28日午前2時、山本由方技手や青森県初代水産試験場長の斉藤惣太郎らや村の有力者、計14人が約10mの川崎型の船で久六島を探検・調査をして、29日午前1時半に深浦港に帰った。その後、新妻助左衛門が密漁をしているという話が拡がり、青森県の東奥日報でも報道され、青森県と秋田県の漁業紛争に発展した。「岩崎町史」は東奥日報紙の記事をまとめたもので、「伊豆園茶話」は秋田魁新報紙の記事をまとめたものである。
1891年（明治24年）9月29日、一旦は青森県が単独で久六島の漁業権を得るものの、抗議を受けてそれが取り消される事件もあった。青森県側が地籍編入をおこなったが、翌年に内務・農商務大臣の訓令により、潮の干満に水没するもので区域編入の対象とならない」として編入手続が取消されたものである。明治時代には秋田県側の方が盛んに出漁しており、1893年（明治26年）6月には青森・秋田の漁民による騒乱が発生した。
青森県と秋田県の間で、久六島の帰属（地籍）と漁業権をめぐる係争は続き、日本の漁業紛争の中でも著名な案件のひとつとされていた。このため、久六島がどこの都道府県にも属していない事態が第二次世界大戦後まで続くこととなった。

### 第二次世界大戦後
第二次世界大戦後の1950年（昭和25年）3月24日、新漁業法及び同施行法が施行された。これは農地改革にも匹敵すると評される、漁業権の再編成をめざす政策であった。旧漁業法は公布後2か年の猶予期間を置いて消滅することとなり、漁業権をめぐる問題が浮上することとなった。
青森県と秋田県は、久六島周辺の漁業権を共に企画し、日本国政府は1951年（昭和26年）1月1日まで、漁業権の切り替えを延期するように申し入れた。当時、秋田県は久六島は帰属不明であるから両県で共有するべきと主張、青森県は陸上の県境から西へ延長した線より北にあるから、久六島は青森県に帰属すると主張していた。
1951年10月28日、青森県議会は地方自治法7条1項で定める「所属未定地」であるとして久六島を西津軽郡深浦町に編入することを議決した。これに対抗して11月12日、秋田県も久六島を山本郡岩館村に編入した。両県はそれぞれの手続きを内閣総理大臣吉田茂に提出し、吉田内閣は対応に苦慮することとなった。なお当時の農林大臣は、秋田県選出の根本竜太郎であった。
地方自治庁は、両県に対して「久六島は所属未定地に含まれない」として、二つの編入処分は無効であると通知した。12月25日、「久六島の帰属は両県に認めず、漁業については共同漁業権を認める」ことが閣議で了承された。両県は、1951年12月20日の花巻温泉での会議を皮切りに数回行われたが、折衝は膠着状態に陥った。
1952年4月24日、ホッケ漁の最盛期に久六島周辺海域を巡視中の青森県監視船瑞鳳丸が、秋田県側の漁船に包囲される事件が起きた。25日から青森県は巡視船の白鴎丸、はやかぜ丸を追加して、秋田県側の漁船を密漁船として厳重に取り締まった。これに対して水産庁は、秋田県側の漁船に配慮を払うように通達を出した。青森県側は秋田県岩館漁業組合長を密漁で告発した、これに対し同漁業長は、青森県知事と監視船船長を、威力業務妨害罪で告訴していた。
1952年8月15日公布（9月1日施行）の「地方自治法の一部を改正する法律」（第九次改正。昭和27年法律第306号）により、未所属地域の編入に関する「第7条の2」が加えられた。地方自治法にはこれまで「領海外の未所属地」に関する規定がなかった。「第7条の2」は久六島の問題を現実的に解決する手段として加えられたものとみられる。
1953年3月、等距離線主義から青森県への帰属が適当と閣議了解がなされ、7月に「久六島問題の解決に関する覚書」が両県知事の間によって調印された。帰属は青森県とするが、秋田県の漁船にも漁業権を認めるものである。
1953年8月27日公布（即日施行）の「 久六島周辺における漁業についての漁業法の特例に関する法律」（昭和28年法律第253号）は、久六島での漁業に関して定めた特例法であり、漁業法では漁場を管理する県知事が行う権限を、久六島周辺海域については農林水産大臣が行うことができると規定されている。
1953年10月15日、「久六島を都道府県の区域に編入する処分」（昭和28年総理府告示第196号）において、地方自治法第7条の2第1項の規定により、同日から青森県の区域に編入することが定められた。

### 青森県編入後
1959年に久六島灯台が設置された。
1983年5月26日の日本海中部地震は震源域はこの島の近辺である。久六島は約30 cm - 40 cm沈下したと考えられ、露岩の一つは見えなくなったという。

## 環境・水産資源
島は津軽国定公園に含まれる。
島の周辺はウミタナゴ、クロマグロ、マダイ、ブリ、ホッケ、サザエ、アワビなどの魚の宝庫として知られている。後述のとおり、久六島はニホンアシカの最後の時代の生存記録が残る数少ない場所の一つであり、そのほかの海棲哺乳類ではツチクジラやシャチ、イルカ類などの現在では限られた鯨類やオットセイなどが現れることがある。
また、久六島は絶滅したニホンアシカの竹島以外の繁殖地の一つで、1950年代まで少数の繁殖が確認されていた。

## 所在地
- 緯度経度 - 北緯40度31分53秒 東経139度30分05秒 / 北緯40.53139度 東経139.50139度
- 郵便番号 - 038-2300
- 住所 - 青森県西津軽郡深浦町久六

## アクセス
無人島であるため定期航路は存在せず、漁船をチャーターする必要がある。